# Автоматический револьвер Ландстада
Автоматический револьвер Ландстада — револьвер, запатентованный в Норвегии в 1899 году. Его барабан имеет только две каморы — верхнюю и нижнюю. Пистолет носится с пустым патронником и патрон задвигается в камору не соосную со стволом. Продольно скользящий затвор досылает патрон из коробчатого магазина в рукоятке в нижнюю камору, При нажатии на спуск камора проворачивается рычагом соединенным со спуском, на манер револьвера на 180° , в положение кoгда она соосна стволу, в этот момент капсюль накалывается ударником и происходит выстрел из верхней каморы. Затвор под действием импульса отдачи движется назад, выбрасывает гильзу из верхней каморы и заряжает нижнюю. Таким образом, в отличие от других систем, в этом оружии автоматически выполнялся полный цикл заряжания, включая экстракцию гильзы. 
Револьвер Ландстада испытывался, но на вооружение и в производство не попал.